# Orrin Keepnews
Orrin Keepnews est un producteur de jazz américain né le 2 mars 1923 dans le Bronx et mort le 1er mars 2015  à El Cerrito (Californie).
Il a été producteur pour les labels Riverside Records (1952-1964), Milestone Records (1966-1972), Fantasy Records (1972-1980), Landmark Records (1985-1993) et Muse Records (1993-?).

## Biographie

### Jeunesse et famille
Orrin Keepnews nait dans le Bronx le 2 mars 1923. Son père est travailleur social, sa mère est enseignante.
Il suit des études à l'Université Columbia pour devenir journaliste.
Au cours de la Seconde Guerre mondiale, il effectue en tant que navigateur à bord d'un bombardier ou opérateur de radar quelques missions au-dessus du Japon. Il termine ses études à son retour en 1945.

### Débuts professionnels
Orrin Keepnews lit des manuscrits chez l'éditeur Simon & Schuster.
En 1948 il rejoint son ami Bill Grauer dans la revue musicale The Record Changer. Les deux hommes se lancent dans le monde du disque. En 1952 ils produisent une série de rééditions de Paramount Records.

### Riverside Records
En 1953, ils fondent Riverside Records, un label de jazz. Grauer s'occupe essentiellement des aspects financier et Keepnews de la production artistique. Après avoir produit des rééditions (Scott Joplin, Louis Armstrong, Jelly Roll Morton, Blind Lemon Jefferson…), le premier musicien à signer un contrat avec ce label est le pianiste Randy Weston (Cole Porter in a Modern Mood, 1954).
Apprenant que Thelonious Monk n'a plus de contrat, les deux hommes le font signer chez eux. L'idée de son premier album, Plays Duke Ellington (1955), a été suggérée par Keepnews. le pianiste enregistre une vingtaine de disques jusqu'en 1962.
Le pianiste Bill Evans signe son premier album en tant que leader, New Jazz Conceptions en 1956. Le label produit notamment Sunday at the Village Vanguard. Evans, ami de Keepnews, le suivra une fois l'aventure de Riverside terminée. Il composera même un standard en 1962 (Re: Person I Knew), en guise de reconnaissance à Keepnews (le titre est un anagramme de son nom).
Le label produit près de 400 albums, dont des disques de Chet Baker, Sonny Rollins (Freedom Suite, 1958), Cannonball Adderley, Nat Adderley, Wes Montgomery (Fusion! Wes Montgomery with Strings (en), 1963), Johnny Griffin, Jimmy Heath…
Au début des années 1960, le label connait des difficultés financières à la suite du départ de plusieurs musiciens. En 1963, Grauer décède d'une crise cardiaque et, en 1964, Riverside Records doit déposer le bilan.

### Milestone Records
Après quelques années comme producteur « free lance », Keepnews fonde Milestone Records en 1966 avec Dick Katz,.
Il produit des disques de Joe Henderson, Lee Konitz ou de McCoy Tyner.

### Fantasy Records
Fin 1972 il déménage pour San Francisco où il devient « directeur de production des albums de jazz » pour Fantasy Records, label qui avait acheté les droits sur les productions Riverside Records et qui bientôt achètera Milestone Records.
Orrin Keepnews invente le « twofer », double album de réédition comprenant deux LP. Il réédite des albums qu'il a produit pour Fantasy, Riverside et Jazzland.
Bill Evans signe pour Fantasy. Keepnews est alors avec Helen Keane coproducteur des albums du pianiste.

### Fin de carrière
De 1980 à 1985, il est de nouveau producteur « free lance ».
En 1985, Keepnews fonde Landmark Records. Le label, qui produit une cinquantaine de disques (Bobby Hutcherson, Mulgrew Miller…), est racheté en 1993 par Muse Records.
Dans les années 1990, Keepnew redevient producteur « free lance », travaillant essentiellement pour des rééditions en CD d'albums du catalogue Riverside.
En 2007, « The Keepnews Collection » de Concord Records réédite ses productions les plus importantes,.

### Vie privée et mort
Orrin Keepnews a deux enfants avec sa première femme : David Keepnews, enseignant les soins infirmiers et la politique de santé au Hunter College à New York, et Peter Keepnews, journaliste de jazz au New York Times.
Il meurt le 1er mars 2015 à El Cerrito.

## Récompenses
Keepnews a été récompensé par plusieurs Grammy Awards :
- 1983 : « Best Album Notes » pour The Interplay Sessions de Bill Evans (« Twofer » réunissant les albums Interplay et Loose Blues)
- 1988 : « Best Historical Album » et « Best Album Notes » pour Thelonious Monk: The Complete Riverside Recordings
- 2004 : « Trustees Award for Lifetime Achievement by the Academy »

Il a également reçu un NEA Jazz Masters Lifetime Achievement en 2011.